# Життя Берліоза
Життя Берліоза (фр. La vie de Berlioz) — 6-серійний художній фільм 1983 року про життя і творчість французького композитора і диригента XIX століття Гектора Берліоза. Спільне виробництво Франції — Канади — СРСР — Швейцарії — Бельгії — Угорщини, режисери Жак Требута і Віктор Сергєєв.

## Сюжет
Біографічний багатосерійний фільм про життя і творчість французького композитора і диригента XIX століття Гектора Берліоза, про дитинство і становлення в професії, про пошуки нового шляху в музиці, про зустрічі і дружбу з відомими людьми свого часу, про особисте життя.

## У ролях
- Даніель Мезгіш —  Гектор Берліоз
- Матьйо Кассовіц —  Гектор Берліоз в юності
- Робер Рембо —  Луї-Жозеф Берліоз, батько Гектора
- Надін Аларі —  Марі, мати Гектора
- Анна Руссель —  Ненсі, сестра Гектора
- Ронда Бахман —  Гаррієт Смітсон, актриса, перша дружина Гектора Берліоза
- Ноель Шатле —  Марі Ресіо, співачка, друга дружина Гектора Берліоза
- Жоселін Буассо —  Камілла Мок, піаністка
- Петер Трокан —  Ференц Ліст, угорський композитор
- Роже Карель —  Луїджі Керубіні, італійський композитор
- Марина Левтова —  Люба
- Олександр Бахаревський —   М. А. Римський-Корсаков, російський композитор
- Борис Плотников —   В. Ф. Одоєвський, російський письменник і музикознавець
- Борис Клюєв —  Ріхард Вагнер, німецький композитор
- Тетяна Пилецька —  королева Ганноверу
- Микола Крюков —  король Ганноверу
- Анатолій Шведерський — епізод
- Георгій Штиль —  воротар
- Анна Твеленьова — епізод
- Ольга Кірсанова-Миропольська —  фрейліна

## Музиканти
- Будапештський симфонічний оркестр, диригент — Геза Оберфранк
- Симфонічний оркестр Держтелерадіо СРСР, диригент —  Володимир Федосеєв

## Знімальна група
- Режисери: Жак Требута,  Віктор Сергєєв
- Сценарій: Франсуа Буайє (сценарій, адаптація і діалоги)
- Оператор: Еммануель Машуель